# Wire (álbum)
Wire es el séptimo álbum de la banda de rock cristiano, Third Day. Rompe el estilo de los álbumes premios de la banda al retornar a las simples melodías del rock and roll. Según la crítica de Allmusic, "Third Day eliminó el brillo y ha vuelto a la valentía de ser una banda de rock & roll band." El álbum contiene riffs de guitarra enérgicos que impregnan sus canciones, aunque la contundente letra también contribuye de manera significativa.
Las canciones del álbum tratan de diversos temas. "Wire" trata sobre la presión de alcanzar el éxito en la sociedad moderna. "I Believe", "I Got a Feeling", "Innocent" y otras canciones tratan del pecado, de la fe y de la renovación desde una perspectiva cristiana. "Billy Brown" explora la disposición de la gente a seguir e incluso idolatrar figuras del espectáculo.
En noviembre de 2004, fue lanzada una versión en vivo de Wire titulada Live Wire que presenta un DVD y un CD de canciones de la gira de su último álbum.

## Lista de canciones
Todas las letras escritas por Mac Powell, toda la música compuesta por Third Day. 
| N.º   | Título                     | Duración |  |
| 1.    | «'Til The Day I Die»       | 3:24     |  |
| 2.    | «Come On Back To Me»       | 3:52     |  |
| 3.    | «Wire»                     | 4:30     |  |
| 4.    | «Rockstar»                 | 3:11     |  |
| 5.    | «I Believe»                | 3:01     |  |
| 6.    | «It's A Shame»             | 3:57     |  |
| 7.    | «Blind»                    | 4:53     |  |
| 8.    | «I Got A Feeling»          | 3:36     |  |
| 9.    | «You Are Mine»             | 3:56     |  |
| 10.   | «Innocent»                 | 4:23     |  |
| 11.   | «Billy Brown»              | 3:16     |  |
| 12.   | «San Angelo»               | 5:19     |  |
| 13.   | «I Will Hold My Head High» | 4:02     |  |
| 51:21 |                            |          |  |

## Premios
En 2005, el álbum ganó un Premio Dove por el álbum rock/contemporáneo en la trigésimo sexta entrega de los Premios Dove. La canción "Come on Back to Me" fue nominada para la canción de rock grabada del año.
En 2005, ganó el Premio Grammy al mejor álbum gospel rock.